# Сандро Маццола
Сандро Маццола (італ. Sandro Mazzola, * 8 листопада 1942, Турин) — колишній італійський футболіст, нападник. По завершенні ігрової кар'єри — спортивний функціонер, футбольний оглядач на телебаченні.
Син італійського футболіста, багаторазового чемпіона країни Валентіно Маццоли, що трагічно загинув у травні 1949 року в авіакатастрофі біля Суперги.

## Клубна кар'єра
Вихованець футбольної школи клубу «Інтернаціонале». Дорослу футбольну кар'єру розпочав 1960 року в основній команді того ж клубу, кольори якої і захищав упродовж усієї своєї кар'єри гравця, що тривала вісімнадцять років.  Більшість часу, проведеного у складі «Інтернаціонале», був основним гравцем команди. За цей час чотири рази виборював титул чемпіона Італії, ставав володарем Кубка чемпіонів УЄФА (двічі), володарем Міжконтинентального кубка (також двічі).

## Виступи за збірну
1963 року дебютував в офіційних матчах у складі національної збірної Італії. Упродовж кар'єри в національній команді, яка тривала 12 років, провів у формі головної команди країни 70 матчів, забивши 22 голи. У складі збірної був учасником чемпіонату світу 1966 року в Англії, домашнього чемпіонату Європи 1968 року, на якому італійці здобули титул континентальних чемпіонів, чемпіонату світу 1970 року у Мексиці, де разом з командою здобув «срібло», чемпіонату світу 1974 року в ФРН.
| Дата       | Місто           | Господарі         | Результат  | Гості          | Турнір                | Голи | Примітки        |
| ---------- | --------------- | ----------------- | ---------- | -------------- | --------------------- | ---- | --------------- |
| 12/05/1963 | Мілан           | Італія            | 3 – 0      | Бразилія       | товариський матч      | 1    |                 |
| 09/06/1963 | Відень          | Австрія           | 0 – 1      | Італія         | товариський матч      | -    |                 |
| 10/11/1963 | Рим             | Італія            | 1 – 1      | СРСР           | Відбір до ЧЄ 1964     | -    |                 |
| 14/12/1963 | Турин           | Італія            | 1 – 0      | Австрія        | товариський матч      | -    |                 |
| 11/04/1964 | Флоренція       | Італія            | 0 – 0      | Чехословаччина | товариський матч      | -    |                 |
| 10/05/1964 | Лозанна         | Швейцарія         | 1 – 3      | Італія         | товариський матч      | 1    |                 |
| 04/11/1964 | Генуя           | Італія            | 6 – 1      | Фінляндія      | Відбір до ЧС 1966     | 2    |                 |
| 13/03/1965 | Гамбург         | ФРН               | 1 – 1      | Італія         | товариський матч      | 1    |                 |
| 18/04/1965 | Варшава         | Польща            | 0 – 0      | Італія         | Відбір до ЧС 1966     | -    |                 |
| 16/06/1965 | Мальме          | Швеція            | 2 – 2      | Італія         | товариський матч      | 1    |                 |
| 23/06/1965 | Гельсінкі       | Фінляндія         | 0 – 2      | Італія         | Відбір до ЧС 1966     | 2    |                 |
| 27/06/1965 | Будапешт        | Угорщина          | 2 – 1      | Італія         | товариський матч      | 1    |                 |
| 01/11/1965 | Рим             | Італія            | 6 – 1      | Польща         | Відбір до ЧС 1966     | 1    |                 |
| 09/11/1965 | Глазго          | Шотландія         | 1 – 0      | Італія         | Відбір до ЧС 1966     | -    |                 |
| 07/12/1965 | Неаполь         | Італія            | 3 – 0      | Шотландія      | Відбір до ЧС 1966     | -    |                 |
| 19/03/1966 | Париж           | Франція           | 0 – 0      | Італія         | товариський матч      | -    |                 |
| 14/06/1966 | Болонья         | Італія            | 6 – 1      | Болгарія       | товариський матч      | 1    |                 |
| 22/06/1966 | Турин           | Італія            | 3 – 0      | Аргентина      | товариський матч      | -    |                 |
| 29/06/1966 | Флоренція       | Італія            | 5 – 0      | Мексика        | товариський матч      | 1    |                 |
| 13/07/1966 | Сандерленд      | Італія            | 2 – 0      | Чилі           | ЧС 1966 - 1-й етап    | 1    |                 |
| 16/07/1966 | Сандерленд      | СРСР              | 1 – 0      | Італія         | ЧС 1966 - 1-й етап    | -    |                 |
| 19/07/1966 | Мідлсбро        | Північна Корея    | 1 – 0      | Італія         | ЧС 1966 - 1-й етап    | -    |                 |
| 01/11/1966 | Мілан           | Італія            | 1 – 0      | СРСР           | товариський матч      | -    |                 |
| 26/11/1966 | Неаполь         | Італія            | 3 – 1      | Румунія        | Відбір до ЧЄ 1968     | 2    |                 |
| 27/03/1967 | Рим             | Італія            | 1 – 1      | Португалія     | товариський матч      | -    |                 |
| 01/11/1967 | Козенца         | Італія            | 5 – 0      | Кіпр           | Відбір до ЧЄ 1968     | 2    |                 |
| 23/12/1967 | Кальярі         | Італія            | 4 – 0      | Швейцарія      | Відбір до ЧЄ 1968     | 1    |                 |
| 06/04/1968 | Софія           | Болгарія          | 3 – 2      | Італія         | Відбір до ЧЄ 1968     | -    |                 |
| 20/04/1968 | Неаполь         | Італія            | 2 – 0      | Болгарія       | Відбір до ЧЄ 1968     | -    |                 |
| 05/06/1968 | Неаполь         | Італія            | 0 – 0 д.ч. | СРСР           | ЧЄ 1968 - півфінал    | -    |                 |
| 10/06/1968 | Рим             | Італія            | 2 – 0      | Югославія      | ЧЄ 1968 - Фінал       | -    | Чемпіони Європи |
| 23/10/1968 | Кардіфф         | Уельс             | 0 – 1      | Італія         | Відбір до ЧС 1970     | -    |                 |
| 29/03/1969 | Східний Берлін  | НДР               | 2 – 2      | Італія         | Відбір до ЧС 1970     | -    |                 |
| 24/05/1969 | Турин           | Італія            | 0 – 0      | Болгарія       | товариський матч      | -    |                 |
| 04/11/1969 | Рим             | Італія            | 4 – 1      | Уельс          | Відбір до ЧС 1970     | 1    |                 |
| 22/11/1969 | Неаполь         | Італія            | 3 – 0      | НДР            | Відбір до ЧС 1970     | 1    |                 |
| 10/05/1970 | Лісабон         | Португалія        | 1 – 2      | Італія         | товариський матч      | -    |                 |
| 03/06/1970 | Толука-де-Лердо | Італія            | 1 – 0      | Швеція         | ЧС 1970 - 1-й етап    | -    |                 |
| 06/06/1970 | Пуебла          | Італія            | 0 – 0      | Уругвай        | ЧС 1970 - 1-й етап    | -    |                 |
| 11/06/1970 | Толука-де-Лердо | Італія            | 0 – 0      | Ізраїль        | ЧС 1970 - 1-й етап    | -    |                 |
| 14/06/1970 | Толука-де-Лердо | Італія            | 4 – 1      | Мексика        | ЧС 1970 - чвертьфінал | -    |                 |
| 17/06/1970 | Мехіко          | Італія            | 4 – 3 д.ч. | ФРН            | ЧС 1970 - півфінал    | -    |                 |
| 21/06/1970 | Мехіко          | Бразилія          | 4 – 1      | Італія         | ЧС 1970 - Фінал       | -    | 2-ге місце      |
| 17/10/1970 | Берн            | Швейцарія         | 1 – 1      | Італія         | товариський матч      | 1    |                 |
| 31/10/1970 | Відень          | Австрія           | 1 – 2      | Італія         | Відбір до ЧЄ 1972     | 1    |                 |
| 08/12/1970 | Флоренція       | Італія            | 3 – 0      | Ірландія       | Відбір до ЧЄ 1972     | -    |                 |
| 20/02/1971 | Кальярі         | Італія            | 1 – 2      | Іспанія        | товариський матч      | -    |                 |
| 10/05/1971 | Дублін          | Ірландія          | 1 – 2      | Італія         | Відбір до ЧЄ 1972     | -    |                 |
| 09/06/1971 | Стокгольм       | Швеція            | 0 – 0      | Італія         | Відбір до ЧЄ 1972     | -    |                 |
| 25/09/1971 | Генуя           | Італія            | 2 – 0      | Мексика        | товариський матч      | -    |                 |
| 09/10/1971 | Мілан           | Італія            | 3 – 0      | Швеція         | Відбір до ЧЄ 1972     | -    |                 |
| 04/03/1972 | Афіни           | Греція            | 2 – 1      | Італія         | товариський матч      | -    |                 |
| 29/04/1972 | Мілан           | Італія            | 0 – 0      | Бельгія        | Відбір до ЧЄ 1972     | -    |                 |
| 13/05/1972 | Брюссель        | Бельгія           | 2 – 1      | Італія         | Відбір до ЧЄ 1972     | -    |                 |
| 17/06/1972 | Бухарест        | Румунія           | 3 – 3      | Італія         | товариський матч      | -    |                 |
| 21/06/1972 | Софія           | Болгарія          | 1 – 1      | Італія         | товариський матч      | -    |                 |
| 20/09/1972 | Турин           | Італія            | 3 – 1      | Югославія      | товариський матч      | -    |                 |
| 07/10/1972 | Люксембург      | Люксембург        | 0 – 4      | Італія         | Відбір до ЧС 1974     | -    |                 |
| 21/10/1972 | Берн            | Швейцарія         | 0 – 0      | Італія         | Відбір до ЧС 1974     | -    |                 |
| 25/02/1973 | Стамбул         | Туреччина         | 0 – 1      | Італія         | Відбір до ЧС 1974     | -    |                 |
| 31/03/1973 | Генуя           | Італія            | 5 – 0      | Люксембург     | Відбір до ЧС 1974     | -    |                 |
| 09/06/1973 | Рим             | Італія            | 2 – 0      | Бразилія       | товариський матч      | -    |                 |
| 14/06/1973 | Турин           | Італія            | 2 – 0      | Англія         | товариський матч      | -    |                 |
| 29/09/1973 | Мілан           | Італія            | 2 – 0      | Швеція         | товариський матч      | -    |                 |
| 20/10/1973 | Рим             | Італія            | 2 – 0      | Швейцарія      | Відбір до ЧС 1974     | -    |                 |
| 26/02/1974 | Рим             | Італія            | 0 – 0      | ФРН            | товариський матч      | -    |                 |
| 08/06/1974 | Відень          | Австрія           | 0 – 0      | Італія         | товариський матч      | -    |                 |
| 15/06/1974 | Мюнхен          | Італія            | 3 – 1      | Гаїті          | ЧС 1974 - 1-й етап    | -    |                 |
| 19/06/1974 | Штутгарт        | Італія            | 1 – 1      | Аргентина      | ЧС 1974 - 1-й етап    | -    |                 |
| 23/06/1974 | Штутгарт        | Польща            | 2 – 1      | Італія         | ЧС 1974 - 1-й етап    | -    |                 |
| Усього     |                 | Матчів (19 місце) | 70         |                | Голів (11 місце)      | 22   |                 |

## Титули і досягнення

### Командні
- Чемпіон Італії (4):

«Інтернаціонале»: 1962-63, 1964-65, 1965-66, 1970-71
- Володар Кубка європейських чемпіонів (2):

«Інтернаціонале»: 1963-64, 1964-65
- Володар Міжконтинентального кубка (2):

«Інтернаціонале»:  1964, 1965
- Чемпіон Європи (1):

1968
- Віце-чемпіон світу: 1970

### Особисті
- Найкращий бомбардир Серії A (1):

1964–65